# Novo Brdo
Novo Brdo (en serbocroata: Novo Brdo / Ново Брдо) o Novobërdë/Artanë (en albanés: Novobërdë/Artanë) es un pueblo, centro del municipio homónimo, del distrito de Gnjilane de Kosovo. Novo Brdo es uno de los enclaves serbios en Kosovo y estaría incluido en la Comunidad de Municipios Serbios.

## Toponimia
El nombre deriva de la Novo Brdo medieval, un pueblo minero establecido por los sasi (sajones de Serbia).

## Historia
Novo Brdo fue mencionada con su nombre actual en los documentos históricos ya en 1326. Anteriormente era conocido como, Novus Mons o Novamonte en latín y como Nyeuberghe en los textos sajones. El famoso escritor medieval serbio Vladislav el Gramático nació allí entre 1410 y 1415. 
Novo Brdo fue una metrópolis en esa época, con una enorme fortaleza medieval construida en la cima del cono de un volcán extinto, los restos de los cuales se pueden visitar hoy en día. El castillo o fortaleza se remonta a la época del Imperio serbio. La población en su apogeo se estima que superaba las 6.720 personas. Había minas y hornos de fundición para minerales de hierro, plomo, oro y plata. La plata de Novo Brdo es conocida por su argentum glame (una aleación de plata con 1/6-1/3 de oro). En 1450 las minas de Novo Brdo producían alrededor de 6.000 kg de plata por año. Novo Brdo fue la última ciudad serbia en permanecer durante la primera invasión otomana. En 1439 la capital de Smederevo cayó y Serbia resistió hasta que finalmente Novo Brdo cayó en 1441. Novo Brdo fue restaurada por tratado a los serbios en 1443. La fortaleza (llamada en turco Nobırda) fue sitiada durante cuarenta días por los otomanos, antes de capitular y volver a ser ocupada por los otomanos el 1 de junio de 1455. Este evento es descrito por Konstantin Mihailović de Ostrovica cerca de Novo Brdo, que había sido tomado cautivo por los otomanos junto con otros 300 niños para ser entrenados como jenízaros. Todos los funcionarios serbios de más alto rango fueron ejecutados después de que el castillo cayera, con los hombres y los niños más jóvenes tomados cautivos para servir en el ejército otomano, y unas 700 mujeres jóvenes y niñas que fueron tomadas como esposas por los comandantes otomanos. A principios del siglo XX, la población de Novo Brdo disminuyó, con la mayoría de los habitantes desplazándose hacia la ciudad de Gnjilane. En 1999, con la entrada en Kosovo de la KFOR y la Misión de Administración Provisional de las Naciones Unidas en Kosovo (UNMIK), el área tenía un pequeño puesto militar ocupado por soldados de los Estados Unidos, así como una estación de Policía Internacional y la Policía de Kosovo.

## Estatus administrativo

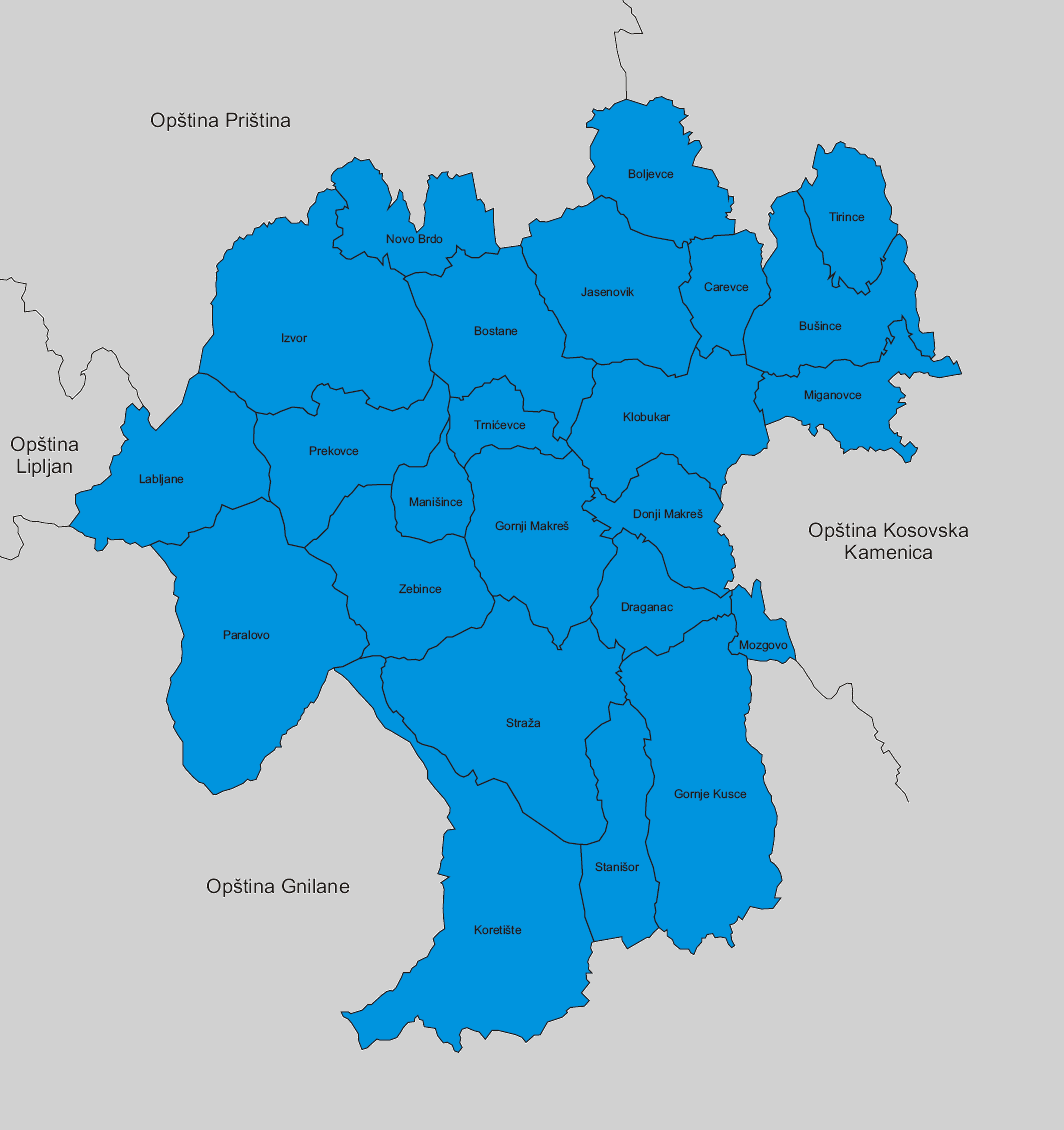
División administrativa de Novo brdo

El municipio de Novo Brdo comprende 25 pueblos: Boljevce, Bostane, Bušince, Carevce, Draganac, Izvor, Jasenovik, Klobukar, Koretište, Kosač, Gortnje Kusce, Labljane, Gornji Makreš, Donji Makreš, Manišince, Mozgovo, Miganovce, Paralovo, Pasjak, Prekovce, Stanišor, Straža, Trnićevce, Tirince y Zebince. Según el tratado de Bruselas de 2013, pasaría a formar parte de la Comunidad de Municipios Serbios, pero el acuerdo fue considerado inconstitucional y nunca se implementó.

## Demografía
La evolución demográfica del municipio de Novo Brdo entre 2011 y 2015 fue la siguiente:
| 10 541                                              | 11 372 | 13 015 | 13 986 | 12 901 | 11 811 | 6729 | 9670 |
| (Fuente: Population of Kosovo since Yugoslav times) |        |        |        |        |        |      |      |

Según el censo de 2011 (boicoteado parcialmente por los serbios), los albaneses representaban el 52,37% de la población del municipio (3524 personas); los serbios, el 46,4% (3122 personas); los gitanos, el 0,94% (63 personas); y los turcos, el 0,1% (7 personas).Sin embargo, según la estimación de 2015, que tiene en cuenta a los desplazados internos, los serbios representaban el 60% de la población; los albaneses, el 39%; y los gitanos, el 1%. En cuanto a la población del pueblo de Novo Brdo en sí, la evolución demográfica es la siguiente:
| 232                                                 | 243 | 237 | 294 | 292 | 463 | 183 |
| (Fuente: Population of Kosovo since Yugoslav times) |     |     |     |     |     |     |

Según el censo de 2011 (boicoteado parcialmente por los serbios), los albaneses representaban el 96,17% de la población (176 personas); los turcos, el 3,28% (6 personas) y los bosniacos, el 0,55% (1 persona).

## Economía
Hoy en día, el municipio de Novo Brdo se dedica enteramente a la agricultura, el turismo rural y el pequeño comercio.

## Infraestructura

### Arquitectura, monumentos y lugares de interés
La fortaleza de Novo Brdo fue construida en el siglo XIV para proteger una rica zona minera de la que se extraía hierro, plomo, plata y oro. Esta fortaleza está incluida en la lista de monumentos culturales de excepcional importancia de Serbia.

## Personas destacadas
- Gjergj Pelini (fl. 1436–1463): sacerdote católico y diplomático de Skanderbeg y Venecia.
- Dimitrije Cantacuceno (c. 1435–después de 1487): escritor y poeta serbio.
- Vladislav el Gramático (fl. 1456–1479): monje ortodoxo, escritor, historiador y teólogo.
- Lazar de Serbia (c. 1329-1389): príncipe medieval serbio.

## Galería

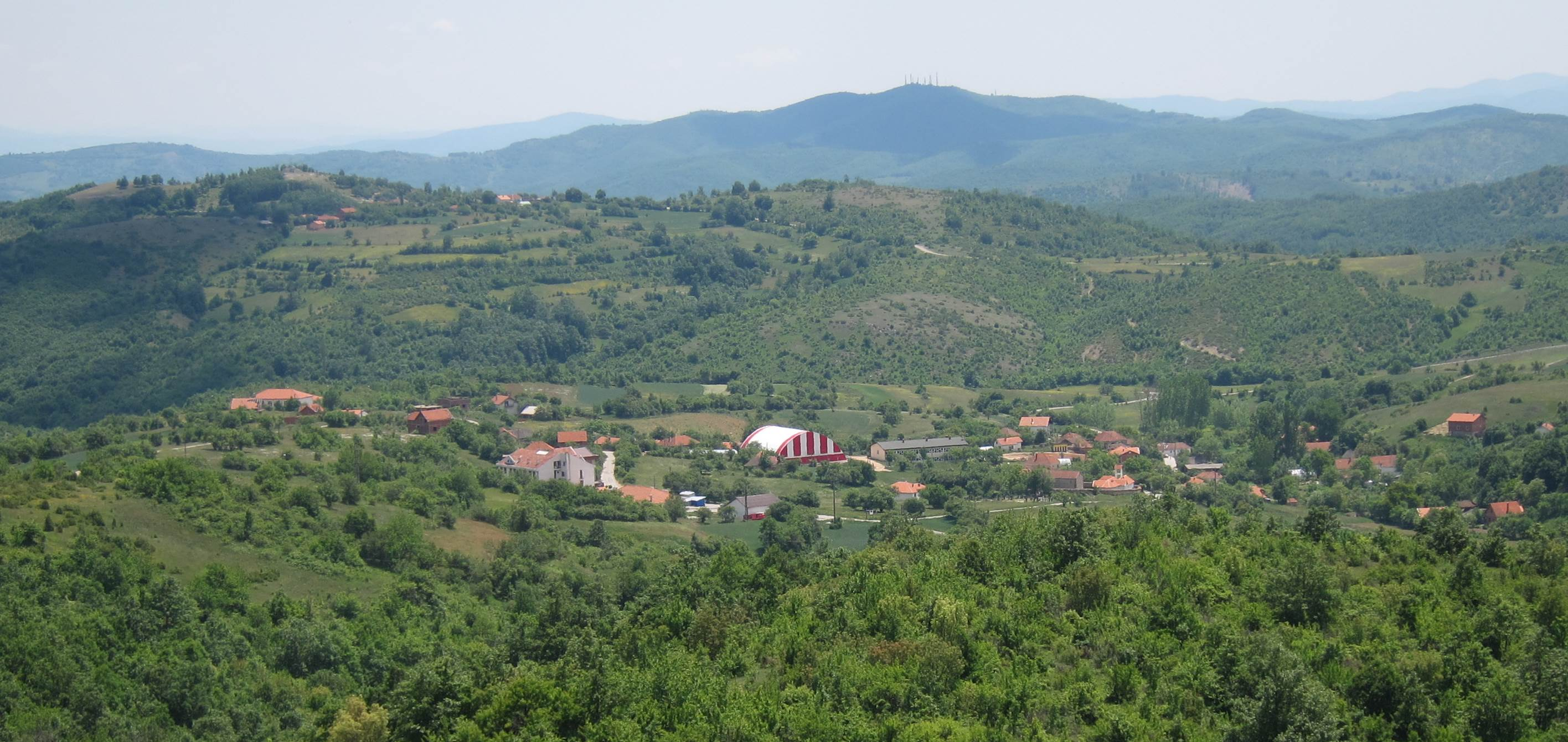
Vista aérea de Novo Brdo
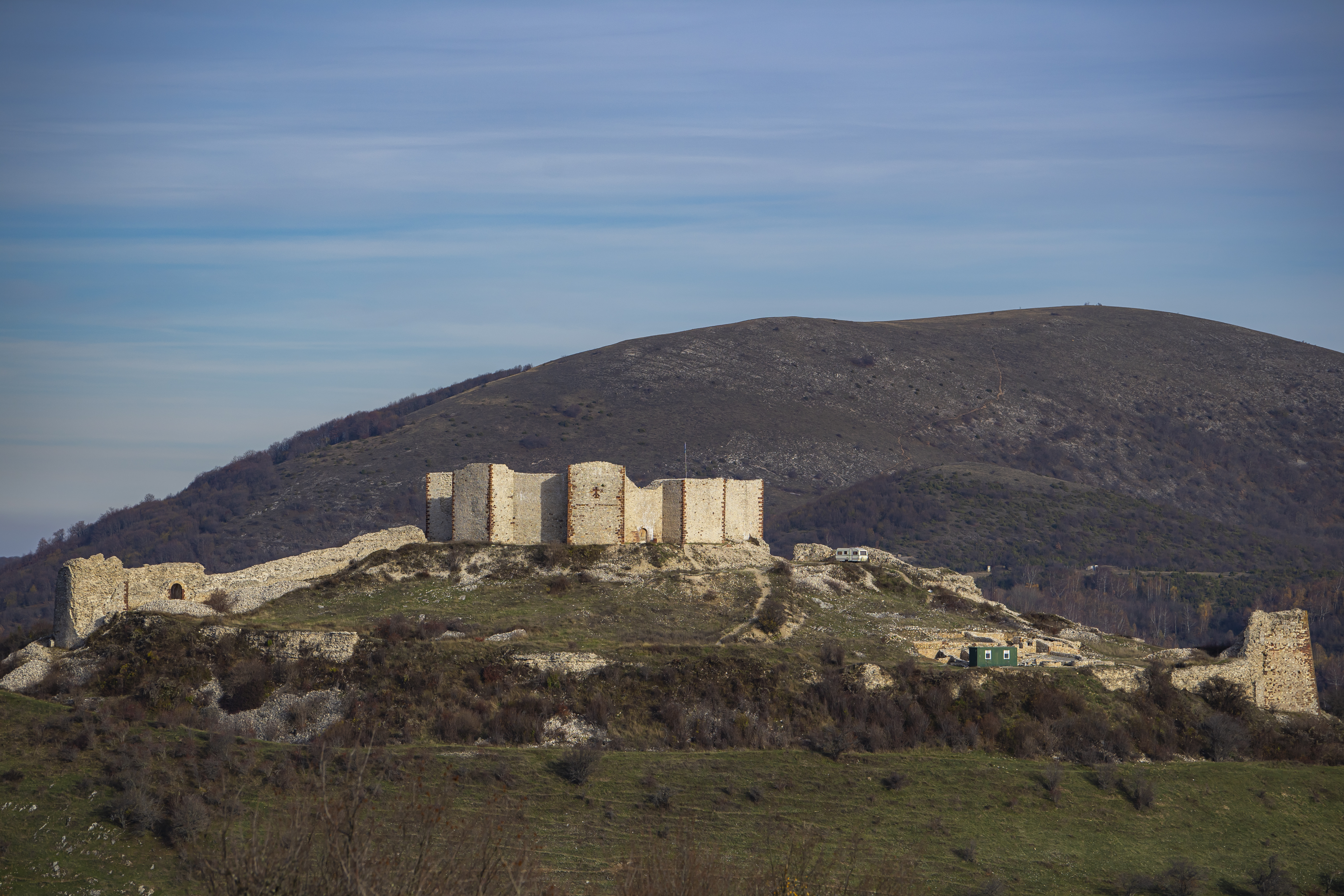
Fortaleza de Novo Brdo
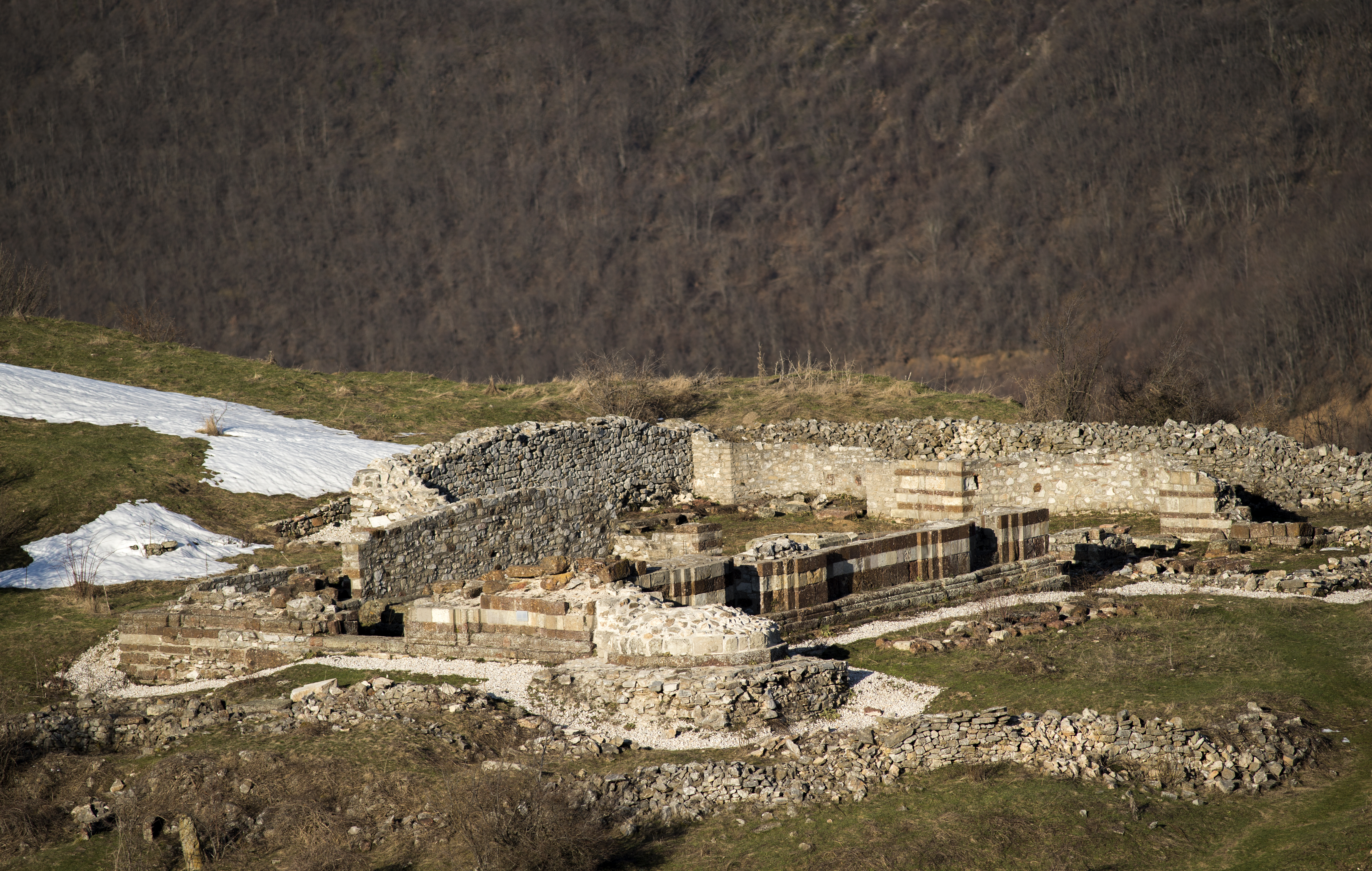
Ruinas de la catedral de Novo Brdo
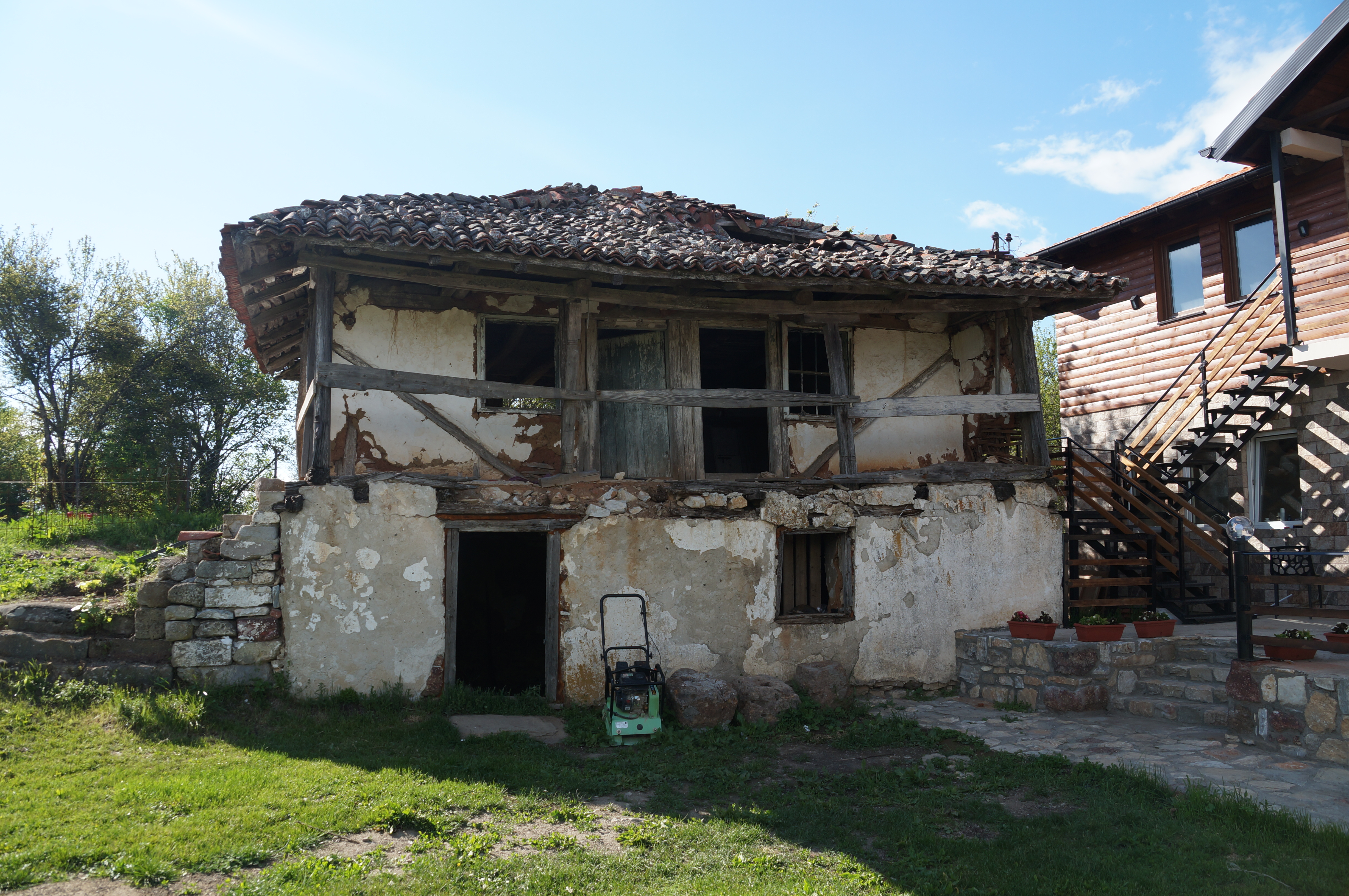
Casa antigua en Novo Brdo